# Břichomluvectví

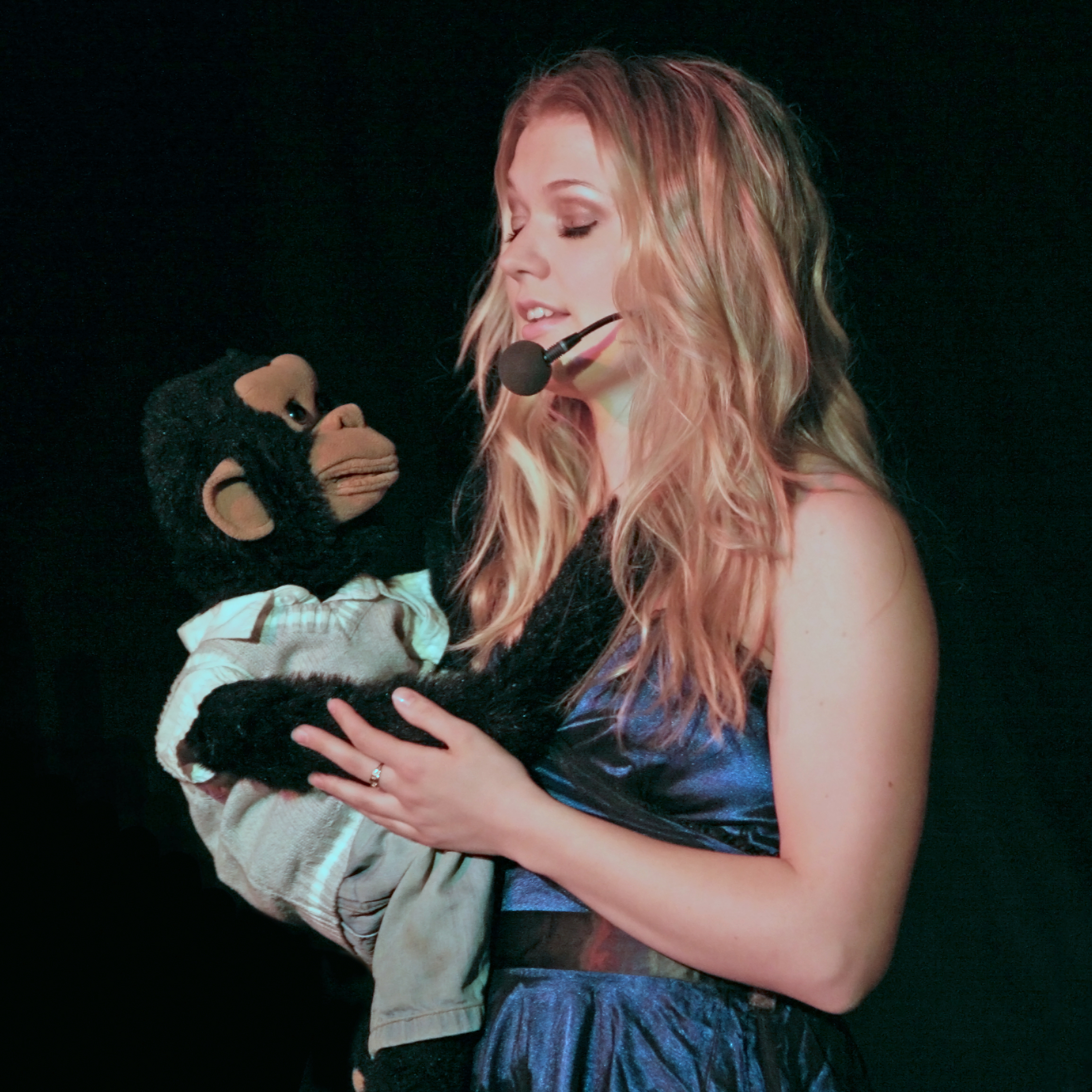
Švédská břichomluvkyně Zillah s loutkou opičky Totte

Břichomluvectví je druh jevištního umění, založený na schopnosti měnit hlas a napodobovat různé zvuky. Zabývá se mluvením se zavřenými ústy nebo koutkem úst tak, že to nelze postřehnout. Břichomluvec nejčastěji vystupuje s loutkou a vede s ní dialog zpravidla komického obsahu, přičemž normálním hlasem mluví za sebe a změněným odpovídá za figurínu. Aby se v publiku vyvolala iluze, že loutka sama hovoří, nesmí břichomluvec při jejích replikách pohybovat rty; proto se břichomluvecké scénáře píší tak, aby pokud možno neobsahovaly bilabiální souhlásky.
Ve starověku se břichomluvectví používalo k náboženským účelům: kněží při obřadech promlouvali změněným hlasem, aby ostatní přesvědčili o své schopnosti komunikovat s oním světem. Zdatnou břichomluvkyní byla například Pýthia. Postupem času přestal tento trik zabírat a břichomluvectví se provozovalo pro zábavu. V osmnáctém století vystupovali břichomluvci v londýnském Sadler's Wells Theatre, známými provozovateli tohoto umění byli baron de Mengen nebo Alexandre Vattemare. Za zakladatele moderního břichomluvectví je pokládán Fred Russell, který začal vystupovat roku 1879. Pod jeho vlivem se v první polovině 20. století stal tento žánr populární ve vaudevillech zejména v anglicky mluvícím světě. Mediálně známými břichomluvci byli The Great Lester (vlastním jménem Marian Czajkowski) s loutkou jménem Frank Byron, Jr. a Edgar Bergen, který vystupoval v americké rozhlasové show The Chase and Sanborn Hour. Příkladem toho, že břichomluvectví může fungovat i v moderní době, je Jeff Dunham, jehož skeče s loutkou „mrtvého teroristy Ahmeda“ uplatňují černý humor a aktuální politickou satiru. Břichomluvkyně Zillah (vlastním jménem Cecilia Andrénová) vyhrála roku 2007 televizní soutěž Švédsko má talent.
Chorobná hrůza z břichomluveckých loutek se nazývá automatonofobie. S představou, že taková loutka může mít vlastní osobnost, operují filmy Kouzlo a Dětská hra nebo povídka Raye Bradburyho A tak zemřela Rjabušinská. Také v seriálu Simpsonovi vystupuje mediálně úspěšná loutka Gabbo, která sekýruje svého majitele.
K dalším vynikajícím břichomluvcům patří i Paul Zerdin, který v roce 2015 vyhrál populární soutěž America's Got Talent. Jeho nejpopulárnější loutkou je chlapec Sam, miminko Baby a dědeček Albert. Paul vyniká mimo jiné vynikajícím napodobením dětského hlasu či pláče. Velmi rychle umí střídat hlas svůj a loutky, což je nesmírně náročné.
Už v 80. letech patřil ke nejlepším (a stále patří) Dan Horn (USA), který používá řadu loutek - vynikající je dědeček Orson či Casandra. Dan Horn u Orsona používá pro vodění rukou loutky krátké vodící tyče, které výborně zvýrazňují pohyb.
Břichomluvectví vyžaduje značnou přípravu scénáře, který musí být vtipný a zábavný. Dále dokonalé rozlišení pohybů a řeči břichomluvce a loutky. Je to mnohaletá práce.